# Love: Destiny
Love: Destiny è un EP del gruppo femminile statunitense Destiny's Child, pubblicato nel 2001.

## Tracce
1. My Song – 4:02 (Beyoncé Knowles, D'wayne Wiggins, J.R. Rotem)
2. Bootylicious (Love: Destiny Version) – 3:25 (Knowles, Rob Fusari, Falonte Moore, Stevie Nicks)
3. Survivor (Victor Calderone Club Mix) – 9:26 (B. Knowles, Anthony Dent, Mathew Knowles)
4. Bug a Boo (Refugee Camp Remix) (featuring Wyclef Jean) – 4:02 (Kevin "She'kspere" Briggs, Kandi Burruss, Knowles, LeToya Luckett, LaTavia Roberson, Kelly Rowland)
5. So Good (Digital Black-N-Groove Club Mix) – 7:43 (Briggs, Burruss, Knowles, Luckett, Roberson, Rowland)
6. Say My Name (Timbaland Remix) (featuring Timbaland and Static) – 5:01 (Jerkins, Fred Jerkins III, LaShawn Daniels, Knowles, Luckett, Roberson, Rowland, Timothy Mosley, Stephen Garrett)
7. Jumpin', Jumpin' (So So Def Remix) (featuring Jermaine Dupri, Da Brat & Lil Bow Wow) – 3:45 (Rufus Moore, Chad Elliott, Knowles, Jermaine Dupri, Shawntae Harris)